# Макаров, Сергей Юрьевич
Сергей Юрьевич Макаров (1 августа 1973, Владимир, РСФСР, СССР) — советский и российский футболист.

## Карьера
Воспитанник владимирского футбола. Начинал свою карьеру в «Торпедо». Дебютировал в профессиональном футболе 8 июня 1991 года в поединке «черно-белых» против «КАМАЗа» в рамках второй союзной лиги.
25 июля 1992 года сыграл в матче 1/32 финала Кубка России против команды высшей лиги «Зенит» Санкт-Петербург (0:3, в гостях).
Провёл более 200 матчей за клубы первого и второго российских дивизионов. В первом дивизионе помимо «Торпедо» (1992—1994) играл за «Шинник» (1996) и «Рубин» (1998). Завершал карьеру в коллективах Владимирской области.